# История на евреите в Сицилия
Историята на евреите в Сицилия датира отпреди новата ера.
Запазили са се легендарни сведения за евреи-роби, които пристигнали в Сицилия след превземането на Йерусалим, но със сигурност е имало и такива отпреди това. Раби Акива посещава Сиракуза по време на едно от пътуванията си в чужбина. 
Еврейски общности е имало в Палермо  и Катания .
Сицилианските равини водят кореспонденция с Маймонид по религиозни въпроси.  Преследването им завършва с прогонването на евреите от Сицилия през 1492 г., след изгонването на евреите от Испания. 
Съществува една кулинарна теория, че италианското национално ястие – пицата е изобретение на евреите от Сицилия. 